# Hennie Keetelaar
Hendricus „Hennie“ Zacharias Keetelaar (* 23. Januar 1927 in Hilversum; † 28. Januar 2002 in Alphen aan den Rijn) war ein niederländischer Wasserballspieler. Mit der niederländischen Nationalmannschaft wurde er Olympiadritter 1948 und Europameister 1950.

## Sportliche Karriere
Hennie Keetelaar spielte für den Verein De Robben aus Hilversum.
1947 belegte die niederländische Mannschaft bei der Europameisterschaft in Monte Carlo den fünften Platz unter zehn Mannschaften, wobei die Niederländer mit 18 Treffern hinter Europameister Italien die zweitmeisten Tore erzielten. Bei den Olympischen Spielen 1948 in London gewann die niederländische Mannschaft zunächst ihre Vorrunden- und dann auch ihre Zwischenrunden- und Halbfinalgruppe. In die Finalrunde nahmen die Niederländer ein Unentschieden gegen Belgien aus der Halbfinalrunde mit. Nach einem weiteren Unentschieden gegen Ungarn und einer 2:4-Niederlage gegen Italien erhielten die Niederländer die Bronzemedaille. Hennie Keetelaar spielte als Halbspieler in zwei Partien mit, in den anderen Partien spielte Hans Stam auf dieser Position. Zwei Jahre später fand in Wien die Europameisterschaft 1950 statt. Jede der sieben teilnehmenden Mannschaft trat gegen jede andere Mannschaft an. Die Niederländer gewannen alle sechs Spiele und warfen 58 Tore bei 16 Gegentreffern. Damit wurden sie Europameister vor den Schweden und den Jugoslawen. Der Europameistertitel blieb bis heute (Stand 2021) der einzige Titel für die niederländische Männer-Nationalmannschaft. 